# Falk (Comic)
Falk, Ritter ohne Furcht und Tadel, ist ein von Hansrudi Wäscher 1960 für den Walter Lehning Verlag geschaffener Comic-Held. 

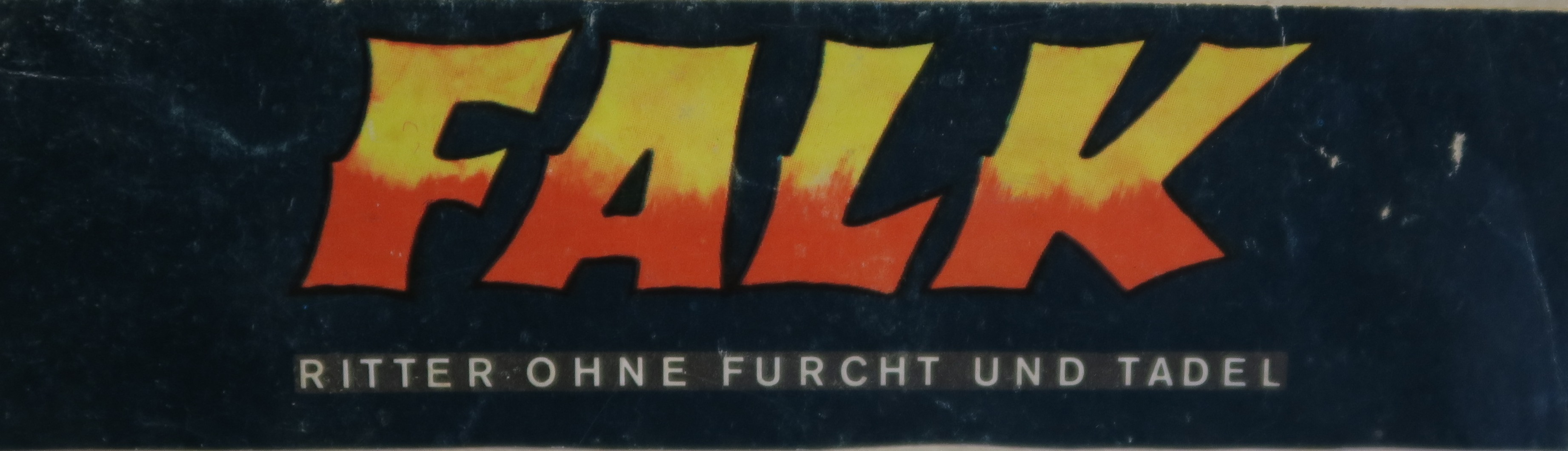
Falk

## Veröffentlichung
Von Februar 1960 bis April 1963 erschienen 164 Piccolos zu 20/30 Pfennig. Von April 1963 bis November 1967 wurde eine weitere Reihe mit 119 Großbänden veröffentlicht, in der anfangs die Piccolos nachgedruckt wurden und ab der Nummer 86 neue Geschichten erschienen. Parallel dazu erschienen in der Reihe Bild Abenteuer im Lehning-Verlag auch in sich geschlossene Einzelabenteuer. 1968 erschien, kurz vor dem Konkurs des Lehning Verlags, noch einmal eine Serie von 17 Piccolos zu 40 Pfennig. Die darin begonnene neue Geschichte konnte nicht mehr zu Ende gebracht werden und wurde im Sommer 1988 im Auftrag von Norbert Hethke von Wäscher beendet.
Seit 1985 erschien Falk im Norbert Hethke Verlag, der sowohl die alten Geschichten in verschiedenen Formaten (Faksimile-Nachdrucke, gebundene Buchausgaben etc.) nachdruckte, als auch neue Geschichten exklusiv veröffentlichte. Es erschienen neue Abenteuer von Falk im Piccolo-Format, die Nummerierung wurde von Lehning übernommen und somit wurde die Reihe mit der Nummer 165 fortgesetzt und mit der Nummer 284 im Jahr 2007 beendet. Die Geschichten wurden von Wäscher nur noch geschrieben. 

## Figur
Der Ritter Falk von Steinfeld hat ein Pferd namens Donner und den Freund Bingo della Rocca. 

## Falk-Romane
Seit 2013 erscheint Falk auch als Romanausgabe im Verlag Peter Hopf. Die werkgetreuen Adaptionen nach Vorlage der Comics wurden von dem Kölner Autor Achim Mehnert verfasst. Nach dessen Tod wurden zwei Romane von Melanie Brosowski verfasst. Bisher sind 9 Romane erschienen. 